# LMS Princess Royal Clase 6201 Princess Elizabeth
La 6201 Pincess Elizabeth es una locomotora de vapor preservada en Inglaterra. Es una de las dos máquinas del tipo LMS Clase Princess Royal que se conservan, junto con la 46203 Pincess Margaret Rose. 

## Servicio
La 6201 fue construida en noviembre de 1933 en los Talleres de Crewe, por entonces dependientes del LMS (London, Midland & Scottish; el Ferrocarril de Londres, Midland y Escocés), siendo la segunda unidad de la serie. Lleva el nombre de la hija mayor (entonces con 7 años de edad) de Alberto, duque de York (más tarde el rey Jorge VI), la princesa Isabel (posteriormente, la reina Isabel II). A pesar de que la clase lleva el nombre oficial de 6200 Princess Royal, las máquinas de esta serie recibieron el sobrenombre de "Lizzies" por influencia de la 6201. 
Después de la nacionalización del ferrocarril británico en 1948, la British Railways (BR) la renumeró 46201. Se retiró del servicio en octubre de 1962. Durante su vida útil para el LMS, vistió la famosa librea LMS Crimson Lake (esta librea también es la que ha usado durante la mayor parte tras su retirada del servicio), aunque también llegó a estar pintada con el color negro del LMS en tiempos de guerra. Durante su etapa en el BR, vistió tanto el verde Brunswick como el negro. 

## Asignaciones
La 6201/46201 estuvo asignada a distintas cocheras durante su carrera con el LMS y con el BR:
| Ubicación         | Código de cochera | Desde                    |
| ----------------- | ----------------- | ------------------------ |
|                   | W1                | 3 de noviembre de 1933   |
| Polmadie          | 27A               | 6 de enero de 1934       |
| Camden            | 1B                | 24 de junio de 1939      |
| Vista larga       | 9A                | 15 de julio de 1939      |
| Camden            | 1B                | 16 de septiembre de 1939 |
| Edge Hill         | 8A                | 21 de octubre de 1939    |
| Crewe North       | 5A                | 5 de octubre de 1940     |
| Edge Hill         | 8A                | 20 de mayo de 1944       |
| Crewe North       | 5A                | 24 de marzo de 1945      |
| Edge Hill         | 8A                | 11 de diciembre de 1948  |
| Crewe North       | 5A                | 13 de junio de 1953      |
| Polmadie          | 66A               | 24 de julio de 1958      |
| Carlisle Kingmoor | 12A               | 11 de marzo de 1961      |
| Carlisle Upperby  | 12B               | 27 de enero de 1962      |
| Retirado          |                   | 20 de octubre de 1962    |

## Preservación
Tras su retirada en noviembre de 1962, la 46201 fue comprada por la entonces Sociedad de Locomotoras Princesa Elizabeth directamente desde el servicio. Inicialmente se mantuvo en las instalaciones de la Sociedad de Preservación Ferroviaria Dowty en Ashchurch, y luego en el Centro Ferroviario Bulmers de Hereford. Cuando el Centro Bulmers cerró en 1993, la locomotora se trasladó al Centro Ferroviario de Midland, en Butterley. Allí se inició una revisión de la locomotora y de su ténder, pero con la mayor parte del trabajo distribuido entre Tyseley Locomotive Works y Riley & Son en Bury, los trabajos no se completaron hasta 2002.
Después de un breve período en el Centro Patrimonial de Crewe en 2009, se retiró del servicio en julio de 2012 para un examen de pistones y válvulas en la empresa Tyseley Locomotive Works, y después de las reparaciones, volvió al servicio el 17 de noviembre transportando el Tren de Época Cumbrian Mountaineer, el tren de Carnforth a Carlisle a través de la línea principal de la costa oeste, y luego regresó a través de la línea Settle-Carlisle de Carlisle a Crewe, donde una máquina diésel llevó el tren a Tyseley. Se retiró para una nueva revisión a finales de diciembre de 2012, después de haber completado su período más largo de operación tras su retirada del servicio regular. Volvió a funcionar con vapor en junio de 2015, después de una revisión exhaustiva, y apareció en público el fin de semana abierto de Tyseley (sábado 27 y domingo 28 de junio de 2015). No sería hasta 2016 cuando volvería al servicio en la línea principal, después de lo cual quedó basada en Londres (en el Centro Ferroviario Southall) sirviendo en recorridos ferroviarios en la mitad sur del Reino Unido. 
El 23 de agosto de 2016, la Princess Elizabeth transportó su tren inaugural principal del evento Steam Dreams, el denominado Cathedrals Express desde la Estación de Londres Victoria a Minehead en el Ferrocarril West Somerset a través de Ascot, Reading y Newbury; y de regreso a Londres. 
Más adelante se retiró del servicio a finales de 2016 debido a múltiples problemas encontrados con la caldera de la locomotora, y se decidió llevar a cabo las reparaciones en la Cochera Oeste de Butterley a cargo del Princess Royal Class Locomotive Trust (PRCLT) en Derbyshire. La 6201 volvió al servicio en 2019 después de ser reparada en Carnforth. 

## Jubileo de Diamante y Tren Real
Como parte del Jubileo de Diamante de Isabel II, el 3 de junio de 2012, después de llegar a Londres desde Tyseley formando parte de una exhibición de Trenes de Época, el silbato de la Princess Elizabeth marcó el inicio del Desfile del Támesis del Jubileo de Diamante, mientras la locomotora permanecía parada en el Puente del Ferrocarril de Battersea. La Reina advirtió la presencia de la locomotora y saludó a la tripulación situada en el estribo de la máquina.
El 11 de julio, la Princess Elizabeth transportó el Tren Real de Newport a Hereford y nuevamente de Worcester a Oxford como parte de la Gira del Jubileo de Diamante. La locomotora portaba la combinación tradicional de cuatro faros (uno en la parte superior de la caja de humos y tres en el bastidor de amortiguación) utilizada en los trenes que transportaban al Jefe de Estado, aunque no se llevara una cabecera. Es solo la segunda vez que la Reina ha viajado en un Tren Real a vapor por una línea principal (para la otra ocasión, se utilizó en 2002 la locomotora LMS 6233 Duchess of Sutherland, siendo esta vez la Princess Elizabeth la máquina de reserva). Se cree que fue la primera vez que la Reina viajó en un tren remolcado por la locomotora que lleva su nombre, y el evento se produjo solo unas semanas antes del 50 aniversario de la preservación de la locomotora, que ha sido propiedad de la Princess Elizabeth Locomotive Society durante más tiempo que del LMS y que de los Ferrocarriles Británicos.

## Estado actual
Desde 2016, la 6201 se ubicó en la Cochera Oeste de la PRCLT en Butterley, Derbyshire. El 22 de febrero de 2018, el Ferrocarril West Coast la trasladó a Carnforth MPD para reparaciones en la caldera y de mantenimiento en general. El traslado de Butterley a Carnforth se completó con dos locomotoras diésel Clase 37 del Ferrocarril West Coast.